# Július Varga
Július Varga (* 7. července 1931 Nesvady) je bývalý československý politik slovenské národnosti.
Začal pracovat jako zemědělský dělník a letech 1949–1952 pracoval na ONV v Nových Zámcích.
V roce 1957 absolvoval roční politickou školu ÚV KSS a začal pracovat v různých stranických funkcích. Později studoval na VŠP ÚV KSČ a studia ukončil vědeckou aspiranturou na Akademii společenských věd ÚV KSSS v Moskvě. Od roku 1981 byl členem ÚV KSČ.
Ve vládě Petera Colotky, Ivana Knotka a Pavola Hrivnáka (1986–1989) zastával na Slovensku post ministra zemědělství a výživy.